# Public Broadcasting Service
Служба общественного вещания (PBS) — это американская общественная вещательная и некоммерческая, бесплатная телевизионная сеть, базирующаяся в округе Арлингтон, штат Вирджиния. PBS является финансируемой государством некоммерческой организацией и самым известным поставщиком образовательных программ для общественных телевизионных станций в Соединённых Штатах, распространяющей такие шоу, как Frontline, Nova, PBS News Hour, Masterpiece, Sesame Street и This Old House.
PBS финансируется за счёт комбинации членских взносов на станции, Корпорации общественного вещания и пожертвований как частных фондов, так и отдельных граждан. Все предлагаемое финансирование для программирования регулируется набором стандартов для обеспечения того, чтобы программа была свободной от влияния со стороны источника финансирования. PBS имеет более 350 телевизионных станций-членов, многие из которых принадлежат образовательным учреждениям, некоммерческим группам, как независимым, так и связанным с одним конкретным местным государственным школьным округом или университетским образовательным учреждением, или организациями, принадлежащими или связанными с правительством штата.
По состоянию на 2020 год PBS имеет почти 350 станций-членов по всей территории Соединённых Штатов.

## Программы
PBS является наиболее известным поставщиком программ для американских государственных телевизионных станций, распространителем таких сериалов, как «PBS NewsHour» (англ.), «Masterpiece» (англ.) и «Frontline» (англ.). Тем не менее, PBS не несёт ответственности за все программы, делающиеся на общественных телевизионных станциях: на деле станции обычно получают значительную часть их вещания не от PBS, а от других источников, таких как «American Public Television» (англ.), «NETA» и независимых производителей. Это различие является частым источником путаницы.

## Управление и финансирование

### Управление
PBS является некоммерческой организацией. Включающая в качестве своих членов около 350 телевизионных станций (аффилиатов) в США, для которых она является их коллективной собственностью. Входит в «Корпорацию общественного вещания» (англ.). Каждая из входящих в PBS станций также является некоммерческой организацией, возглавляемой советом директоров, члены которых назначаются губернаторами. Штаб-квартира PBS находится в Арлингтоне (штат Виргиния). Возглавляется советом директоров (board of directors), избираемый телекомпаниями-участниками PBS.

### Финансирование
Тем не менее, в основном, её деятельность финансируется на гранты Национального управления телекоммуникации и информации (National Telecommunications and Information Administration), подчинённого Департаменту торговли США, то есть финансируется фактически американским правительством.

### Производственные подразделения
PBS имеет также дочернее предприятие «National Datacast» (англ.), которое предлагает услуги по передаче данных для членов Службы, что помогает PBS и входящим в неё станциям получать дополнительный доход.

## Сети PBS
| Сеть                  | Примечания                                                                     |
| --------------------- | ------------------------------------------------------------------------------ |
| PBS YOU               | создана в 1998; закрыта в январе 2006                                          |
| PBS Kids              | создана в 1994; закрыта 1 октября 2005; начала собственное вещание в 2017 году |
| PBS KIDS Sprout       | создана 26 сентября 2005                                                       |
| PBS World             | создана в 2006; вещание по стране с 15 августа 2007                            |
| PBS-HD                | HDTV для станций сети                                                          |
| PBS Satellite Service | 24-часовое вещание на базе как программ PBS, так и других провайдеров.         |
| Create (TV network)   | создана в 2007; темы: живопись, кулинария, путешествия и оформление дома.      |